# Friedrich Gottlob von Kottwitz
Friedrich Gottlob Freiherr von Kottwitz (* 1. Oktober 1733 auf Gut Kontopp (Schlesien); † 10. September 1790) war ein preußischer Land- und Justizrat.

## Leben

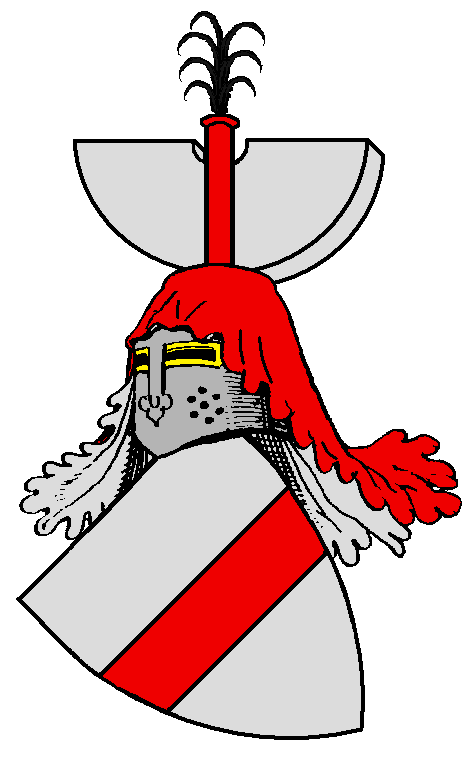
Stammwappen derer von Kottwitz

Friedrich Gottlob von Kottwitz war Angehöriger der schlesischen Adelsfamilie Kottwitz. Er war ein Sohn von Adam Heinrich Freiherr von Kottwitz (1704–1774), Erbherr auf Kontopp und Mondschütz und dessen Ehefrau Charlotte Catharine (1710–1779), geb. Freifrau von Lestwitz. Im Zeitraum von 1751 bis 1754 besuchte er die Ritterakademie in Liegnitz. Im Anschluss absolvierte er von 1754 bis 1757 ein Studium der Rechtswissenschaften an der Universität Frankfurt (Oder). Ab 1759 widmete er sich der Bewirtschaftung des Gutes Mondschütz seines Vaters im Fürstentum Wohlau. Daneben nahm er die Funktion eines Kreisdeputierten wahr. Nachdem er auch das Gut Kontopp übernommen hatte, fungierte er ab April 1774 als Justizrat und ständiger Kommissar im Landkreis Grünberg. Mittels Ordre wurde er am 30. November 1783 von Friedrich II. zum nachfolgenden Landrat für den verstorbenen Maximilian Adolph von Stentzsch im Landkreis Grünberg ernannt. Das Amt als Landrat übte er bis 1790 aus, Nachfolger wurde Johann Ernst von Stentzsch.